# Гагарин, Андрей Михайлович
Князь Андре́й Миха́йлович Гага́рин — стольник из рода Гагариных, внук князя Афанасия Фёдоровича Гагарина.
В Боярской книге 1677 года значится в стряпчих, а в книге 1680 года — стольником. В 1678 году — воевода у Потетиных ворот Картосеневской засеки.
В 1680 году межевал земли в «диком поле» возле межи Ряжского уезда. А в 1690 году он межевал вотчины Богородице-Рождественского монастыря во Владимирском и в Суздальском уездах, владения Спасо-Ефимьева монастыря Суздальского уезда, в 1691 году вотчины Троице-Сергиева монастыря во Владимирском уезде, а в 1692 году в том же уезде вотчину стольника и полковника Фёдора Афанасьевича Колзакова.